# Вествил (Оклахома)
Вествил (енгл. Westville) град је у америчкој савезној држави Оклахома.

## Демографија
По попису из 2010. године број становника је 1.639, што је 43 (2,7%) становника више него 2000. године.
| Група             | 2000.       | 2010.       |
| Белци             | 974 (61,0%) | 855 (52,2%) |
| Афроамериканци    | 4 (0,3%)    | 8 (0,5%)    |
| Азијати           | 5 (0,3%)    | 10 (0,6%)   |
| Хиспаноамериканци | 96 (6,0%)   | 117 (7,1%)  |
| Укупно            | 1.596       | 1.639       |